# 俞满江
俞满江（？—），浙江象山人。中国人民解放军海军少将军衔。
曾任海军核潜艇副司令员、北海舰队副参谋长、南海舰队副参谋长等职。2016年9月前，任南海舰队副司令员。